# Bokermannohyla langei
Bokermannohyla langei är en groddjursart som först beskrevs av Werner C.A. Bokermann 1965.  Bokermannohyla langei ingår i släktet Bokermannohyla och familjen lövgrodor. IUCN kategoriserar arten globalt som otillräckligt studerad. Inga underarter finns listade.